# Francesco Mottola
Francesco Mottola (Tropea, 3 gennaio 1901 – Tropea, 29 giugno 1969) è stato un presbitero italiano.
È venerato come beato dalla Chiesa cattolica.

## Biografia
Francesco Mottola nacque a Tropea il 3 gennaio 1901 da Antonio Mottola e Concettina Bragò, a lui seguirono il fratello Gaetano e la sorella Titina. La sua istruzione fu affidata al Seminario Vescovile di Tropea quando aveva dieci anni (1911). Nel 1913 la madre che pochi mesi prima aveva dato alla luce la sorellina Titina, si tolse la vita. La perdita segnò dolorosamente la sua infanzia e tuttavia lo portò ad aprire il suo giovane animo al mistero del dolore e alla sua accettazione alla luce della speranza cristiana. Dal 1917 proseguì i suoi studi nel Seminario Regionale di Catanzaro. Il fratello minore Gaetano morì nel 1922. I suoi studi a Catanzaro proseguirono fino al 1924, anno in cui fu ordinato sacerdote. Cinque anni dopo gli fu conferita la carica di rettore del Seminario di Tropea.
Nel 1930 fondò la Famiglia degli oblati e delle oblate del Sacro Cuore. Al 1931 è datata la sua nomina a penitenziere della Cattedrale tropeana. Fondò il circolo culturale "Francesco Acri" e diresse la rivista "Parva Favilla". Intraprese alcune iniziative sociali: nel 1935 organizzò dei gruppi di aggregazione tra laici e sacerdoti in cui la preghiera e la contemplazione venivano affiancati all'impegno pratico di azioni caritatevoli.
Affiancò alla Famiglia degli oblati del Sacro Cuore un gruppo di oblati laici, che per la loro azione concreta furono definiti "certosini della strada". Grazie a lui a Tropea, Vibo Valentia, Parghelia, Limbadi (ma anche a Roma) venne fondata la Casa della Carità. Questi luoghi furono destinati ad accogliere i disabili, che venivano assistiti dagli oblati. Le sue attività di conferenziere, predicatore e di direttore del seminario di Tropea si interruppero a causa di un incidente avvenuto nel 1942, quando rimase colpito da una paralisi che gli tolse quasi del tutto l'uso della parola.
Mise per iscritto il suo pensiero (ad esempio nel "Diario dello Spirito"). Nel giugno del 1968 riuscì a far riconoscere a livello diocesano l'Istituto della Famiglia degli Oblati e delle Oblate del Sacro Cuore dal vescovo di Nicotera e Tropea, Mons.Vincenzo De Chiara.
Si spense all'età di 68 anni.

## Causa di beatificazione
Il processo diocesano si è concluso nel 1988. Il 2 ottobre 2019, papa Francesco ha autorizzato la promulgazione del decreto con cui la guarigione da una grave malattia di reni di un giovane diacono è stata attribuita all’intercessione di don Francesco Mottola che, quindi, è riconosciuto come venerabile. L'attuale postulatore della causa è don Enzo Gabrieli, presbitero dell'arcidiocesi di Cosenza-Bisignano
. Il 10 ottobre 2021 è stato proclamato  beato. 
La memoria liturgica ricorre il 30 giugno.